# Scolobates testaceus
Scolobates testaceus là một loài tò vò trong họ Ichneumonidae.